# Beren Gökyıldız
Beren Gökyıldız (Estambul, 28 de septiembre de 2009) es una actriz turca, conocida principalmente por protagonizar las telenovelas Madre y Melissa.

## Biografía
Beren nació el 29 de septiembre de 2009 en Estambul. Continúa su educación en la escuela primaria. Comenzó su carrera como actriz al aparecer en la serie de Fox TV Kocamın Ailesi, y ganó el favor de la audiencia con su personaje.
A pesar de su edad, fue capaz de dar una exitosa actuación y posteriormente participó en el programa de Show TV Güldüy Güldüy Show. Posteriormente protagonizó la serie Anne de Star TV como Melek Akçay, junto a Vahide Perçin y Cansu Dere.

## Filmografía
| Cine       | Cine                | Cine                      | Cine             |
| Año        | Título              | Papel                     | Notas            |
| ---------- | ------------------- | ------------------------- | ---------------- |
| 2016       | Boşu Bir Yerde      | Elmas                     | Protagonista     |
| 2018       | Bal Kaymak          |                           | Protagonista     |
| Televisión |                     |                           |                  |
| Año        | Título              | Papel                     | Notas            |
| 2014-2015  | Kocamın Ailesi      | Pelin Okay                | Reparto          |
| 2016       | Güldüy Güldüy Show  | Ella misma                | Actriz de teatro |
| 2016       | Anne                | Melek Akçay / Turna Güneş | Protagonista     |
| 2017       | Bizim Hikaye        | Ayşe                      | Reparto          |
| 2018-2019  | Kızım               | Öykü Göktürk              | Protagonista     |
| 2020       | Mucize Doktor       | Betüş                     | Invitada         |
| 2020       | Çocukluk            | Mavi                      | Protagonista     |
| 2023-      | Yeşil Vadi’nin Kızı | Melissa                   | Protagonista     |

## Premios y reconocimientos
| Año  | Premio                                                  | Categoría                        |
| ---- | ------------------------------------------------------- | -------------------------------- |
| 2015 | Premios de Medios de la Universidad Gelisim de Estambul | Actriz infantil favorita de 2015 |
| 2016 | 43 Premios Pantene Golden Butterfly                     | Mejor actor infantil             |
| 2017 | Premios Televisión de la Universidad de Bilkent         | Mejor actriz infantil            |
| 2017 | Escuela Secundaria de Bellas Artes Mimar Sinan          | Mejor actriz infantil del año    |